# Wappen von Wales
Das Wappen von Wales (walisisch Bathodyn Brenhinol Cymru, englisch Royal Badge of Wales) hat zwar Merkmale (Schild, Oberwappen), die es als Wappen kennzeichnen könnten. In Tat und Wahrheit wird es aber als „Royal Badge“ bezeichnet. Der rechtliche Unterschied ist, dass ein Badge zur Verwendung einer Gefolgschaft gedacht ist, ein Wappen aber nur zur Verwendung des Wappeninhabers.
Das "Royal Badge of Wales" also zeigt in einem geviertem Schild im ersten und vierten goldenen Feld den laufenden, hersehenden, blaubewehrten und auch so gezungten roten Löwen und in den anderen roten Feldern den gleichbewehrten Löwen in Gold.
Das "Royal Badge of Wales" orientiert sich am alten Banner von Llywelyn ap Gruffydd, welches jedoch aus einem Rechteck besteht, das in vier gleich große Quadranten geteilt ist. Die Standarte des Prince of Wales entspricht dem "Royal Badge of Wales", zeigt in der Mitte jedoch zusätzlich eine Krone auf grünem Schild.
Der Wahlspruch Pleidiol Wyf I’m Gwlad heißt: ‚Treu bin ich meinem Land‘ und entstammt dem Refrain der walisischen Nationalhymne Hen Wlad Fy Nhadau.